# Holenberg
Holenberg er en kommune i Landkreis Holzminden i den tyske delstat Niedersachsen, med godt 400 indbyggere (2012), og en del af amtet Bevern.

## Geografi
Holenberg er en statsanerkendt rekreationsby på sydskråningerne af Vogler.
vest for byen udspringer Krümmecke, nord for bækken Mollerbach, der løber øst om byen. Begge vandløb munder ud i Forstbach. Holenberg er omgiveet af bjergene Vogler på tre sider, og mod syd falder landskabet mod Forstbachdalen. Mod vest ligger det 302,4 meter høje Weinberg, der er udlagt til Naturschutzgebiet , mod vest ligger Himbeerbrink der er 400,5 moh., mod nord Bax-Berg som er en udløber af Kohlhai, der med 440,8 moh. er det højeste punkt i kommunen, mod nordøst ligger Tollburg og mod øst det 352 meter høje Bützeberg.